# Runge-Kuttamethode

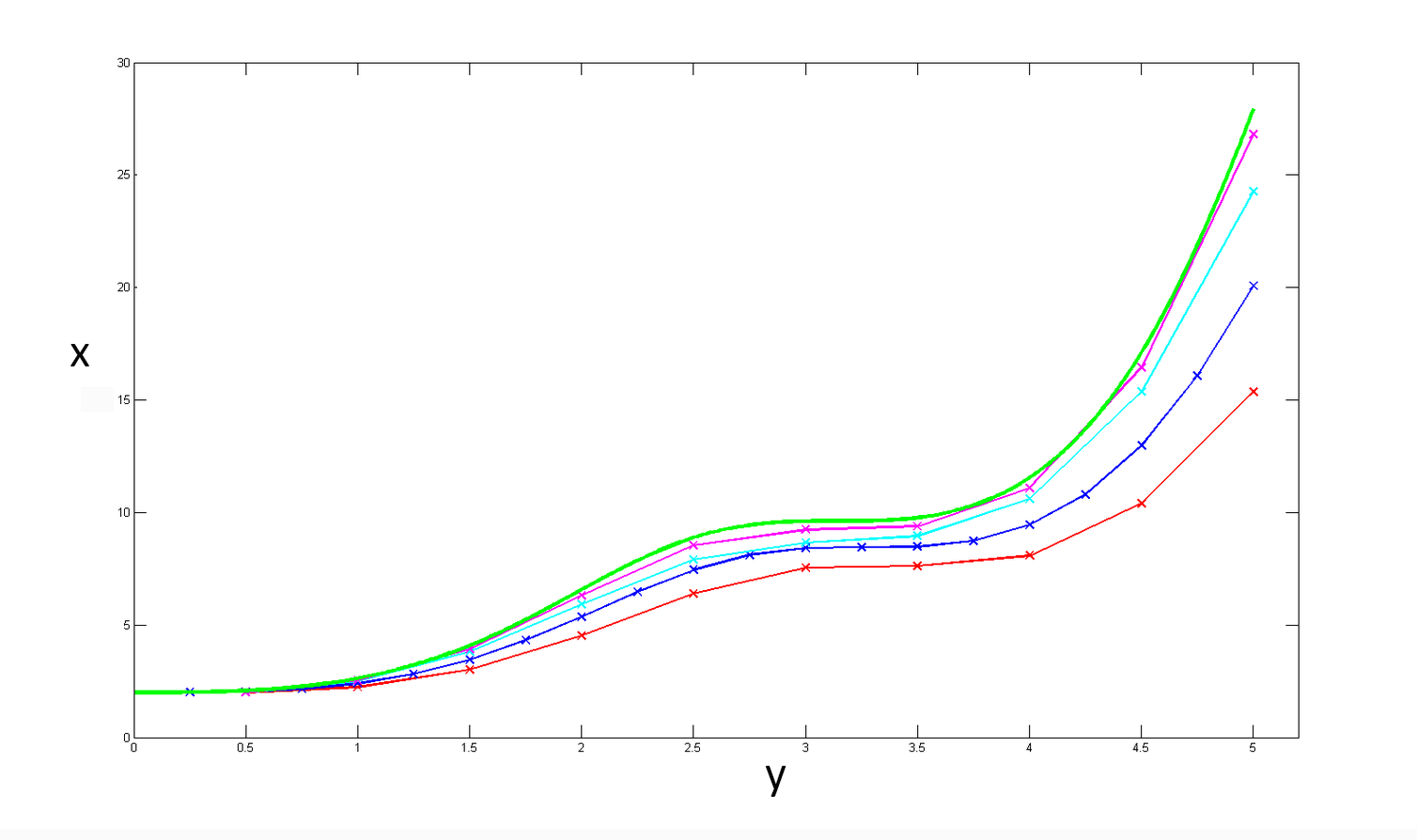
Verschillende Runge-Kuttamethoden

Runge-Kuttamethoden zijn numerieke methoden om  differentiaalvergelijkingen met beginvoorwaarde stapsgewijze op te lossen. De methoden zijn genoemd naar de Duitse wiskundigen Carl David Tolmé Runge en Martin Wilhelm Kutta, die ze ontwikkeld en verbeterd hebben.
Runge-Kuttamethoden worden onderscheiden naar het aantal tussenstappen dat wordt gemaakt. De {\displaystyle s}-staps Runge-Kuttamethode bepaalt de waarde van de benaderde oplossing in een volgend punt door middel van {\displaystyle s} tussenstappen, dus met behulp van {\displaystyle s-1} tussengelegen punten. Een Runge-Kuttamethode met stapgrootte {\displaystyle h} is van de orde {\displaystyle p} als de lokale afbreekfout van de orde {\displaystyle O(h^{p}+1)} is. Tot de Runge-Kuttamethoden behoren onder meer de methode van Euler, de methode van Heun en de trapezemethode.

## Methode
Een benaderde oplossing van het beginvoorwaardeprobleem
{\displaystyle x'(t)=f(t,x(t))}
met
{\displaystyle x(t_{0})=x_{0}}
wordt stapsgewijs, met stapgrootte {\displaystyle h}, bepaald in de vorm van
{\displaystyle x_{n}\approx x(t_{n})},
waarin {\displaystyle t_{n}=t_{0}+nh}. 
Een {\displaystyle s}-staps methode berekent een volgende waarde als
{\displaystyle x_{n+1}=x_{n}+h\sum _{j=1}^{s}b_{j}k_{j}}
De coëfficiënten {\displaystyle b_{j}} bepalen de gebruikte methode. De getallen {\displaystyle k_{j}} vormen de tussenstappen, die de waarden zijn van de functie {\displaystyle f} in bepaalde zogeheten knopen:
{\displaystyle k_{j}=f{\big (}t_{n}+hc_{j},y_{n}+h\sum _{l=1}^{s}a_{jl}k_{l}{\big )},\,j=1,\ldots ,s}
Daarin zijn {\displaystyle c_{j}} en {\displaystyle a_{jl}} verdere, voor de methode karakteristieke coëfficiënten. 

## Klassieke Runge-Kuttamethode
De Runge-Kuttamethode van de orde 4, vaak kort RK4 genoemd, is de klassieke methode, waarmee de differentiaalvergelijking 
{\displaystyle {\frac {\mathrm {d} x}{\mathrm {d} t}}=f(t,x)}
met beginvoorwaarde {\displaystyle x(t_{0})=x_{0}} numeriek wordt opgelost met 4 tussenstappen via:
{\displaystyle t_{i+1}=t_{i}+h}
en
{\displaystyle x_{i+1}=x_{i}+{\tfrac {1}{6}}(k_{1}+2k_{2}+2k_{3}+k_{4}),}
waarin:
{\displaystyle k_{1}=h\ f(t_{i},x_{i})}
{\displaystyle k_{2}=h\ f\left(t_{i}+{\frac {h}{2}},x_{i}+{\frac {k_{1}}{2}}\right)}
{\displaystyle k_{3}=h\ f\left(t_{i}+{\frac {h}{2}},x_{i}+{\frac {k_{2}}{2}}\right)}
{\displaystyle k_{4}=h\ f(t_{i}+h,x_{i}+k_{3})}

## Voorbeeld
Beschouw het beginwaardeprobleem {\displaystyle {\frac {\mathrm {d} x}{\mathrm {d} t}}={\frac {-t}{x}}} met de beginvoorwaarde {\displaystyle x(0)=1}.
De exacte oplossing is {\displaystyle t^{2}+x^{2}=1} (een cirkel).
Kies {\displaystyle h=0{,}1}.
De startwaarden zijn {\displaystyle t_{0}=0} en {\displaystyle x_{0}=1}.
Dan volgt:
{\displaystyle k_{1}=0{,}0}
{\displaystyle k_{2}=-0{,}005}
{\displaystyle k_{3}=-0{,}00501253132832}
{\displaystyle k_{4}=-0{,}0100503778338}
zodat {\displaystyle t_{1}=0{,}1} en {\displaystyle x_{1}=0{,}994987426585}.
Herhaling van deze procedure levert het deel van de cirkel in het eerste kwadrant.
| {\displaystyle t} | {\displaystyle x} |
| ----------------- | ----------------- |
| 0,0               | 1,0               |
| 0,1               | 0,994987426585    |
| 0,2               | 0,979795852198    |
| 0,3               | 0,95393908717     |
| 0,4               | 0,916514893222    |
| 0,5               | 0,866024896597    |
| 0,6               | 0,799998909634    |
| 0,7               | 0,714140165921    |
| 0,8               | 0,599991210485    |
| 0,9               | 0,435832710519    |
| 1,0               | 0,0488018582123   |
De exacte oplossing zou voor {\displaystyle t=1} de waarde {\displaystyle x=0} geven.
De methode is gelijkwaardig met een taylorreeks van 5 termen. Dit wil zeggen, dat halvering van de tijdstap {\displaystyle h} de fout per stap met een factor 32 vermindert. Omdat er dan 2 keer zoveel stappen genomen worden, vermindert de totale fout met een factor 16.
De methode is ook bruikbaar als {\displaystyle x} geen scalair, maar een kolomvector is.
Als {\displaystyle f} niet afhangt van {\displaystyle x}, is de methode gelijkwaardig met de regel van Simpson voor numerieke berekening van een integraal.